# Алтин Зекірі
Алтин Зекірі (алб. Altin Zeqiri, нар. 18 липня 2000, Еспоо) — косовський футболіст, нині виступає за турецький клуб «Чайкур Різеспор».

## Клубна кар'єра
Народився 18 липня 2000 року в місті Еспоо. Вихованець футбольної школи клубу «Еспоо». Дорослу футбольну кар'єру розпочав 2017 року в основній команді того ж клубу, в якій провів два сезони, взявши участь у 30 матчах чемпіонату.  У складі «Еспоо» був одним з головних бомбардирів команди, маючи середню результативність на рівні 0,37 гола за гру першості.
Своєю грою за цю команду привернув увагу представників тренерського штабу клубу «Лахті», до складу якого приєднався 2019 року. Відіграв за команду з Лахті наступні чотири сезони своєї ігрової кар'єри. Більшість часу, проведеного у складі «Лахті», був основним гравцем команди.
До складу клубу «Чайкур Різеспор» приєднався 2023 року. Станом на 12 жовтня 2023 року відіграв за команду з Різе 7 матчів в національному чемпіонаті.

## Виступи за збірні
Протягом 2021–2022 років залучався до складу молодіжної збірної Косова. На молодіжному рівні зіграв в 11 офіційних матчах.
У 2023 році дебютував в офіційних матчах у складі національної збірної Косова.
| Дата       | Місто            | Господарі | Результат | Гості    | Турнір            | Голи | Примітки |
| ---------- | ---------------- | --------- | --------- | -------- | ----------------- | ---- | -------- |
| 12-10-2023 | Андорра-ла-Велья | Андорра   | 0 – 3     | Косово   | Відбір до ЧЄ 2024 | 1    | 75'      |
| 18-11-2023 | Базель           | Швейцарія | 1 – 1     | Косово   | Відбір до ЧЄ 2024 | -    | 46'      |
| 21-11-2023 | Приштина         | Косово    | 0 – 1     | Білорусь | Відбір до ЧЄ 2024 | -    | 56' 83'  |
| Усього     |                  | Матчів    | 3         |          | Голів             | 1    |          |